# (65407) 2002 RP120
(65407) 2002 RP120 est un astéroïde doté d'une très grande excentricité (toutefois  inférieure à celle de (87269) 2000 OO67).

## Découverte
(65407) 2002 RP120 a été découvert par Brian A. Skiff pendant le programme Lowell Observatory Near-Earth-Object Search, le 4 septembre 2002.

## Orbite
L'orbite de (65407) 2002 RP120 possède une excentricité de 0,956, ce qui en fait l'astéroïde connu le plus excentrique : il s'éloigne à son aphélie à 109,404 ua du Soleil (soit plus de deux fois la distance maximale de Pluton) et s'en rapproche à son périhélie à seulement 2,473 ua (c’est-à-dire entre Mars et Jupiter).
(65407) 2002 RP120 est également un astéroïde rétrograde, puisque son inclinaison est supérieure à 90°. Sa classification est incertaine, car il s'agit à la fois d'un damocloïde (un objet à l'orbite très excentrique et très inclinée, généralement une comète éteinte) et un objet transneptunien croisant les orbites des planètes géantes.